# میپل، انتاریو
مِـیپل (انگلیسی: Maple) یک ناحیه شهری در وان در شهرستان یورک است که در استان انتاریوی کانادا واقع شده است. این منطقهٔ مسکونی در شمال غربی تورنتو و در تقاطع خیابان‌های کیل و مِـیجر مَکنزی قرار دارد.
مِـیپل در گلدن هرس‌شوی انتاریوی جنوبی واقع است و دارای اقلیم قاره‌ای تحت تأثیر دریاچه‌های بزرگ کاناداست.
وودبریج در غرب، ریچموند هیل در شرق، کنکورد در جنوب و تورن‌هیل در جنوب شرقی مِـیپل قرار دارند.